# Hodge-Struktur
In der Mathematik ist eine Hodge-Struktur eine algebraische Struktur, die die Hodge-Zerlegung der Kohomologie kompakter Kähler-Mannigfaltigkeiten verallgemeinert. Hodge-Strukturen haben vielfältige Anwendungen in komplexer und algebraischer Geometrie.

## Definitionen
Eine Hodge-Zerlegung eines reellen Vektorraums {\displaystyle V} ist eine Zerlegung
{\displaystyle V\otimes _{\mathbb {R} }\mathbb {C} =\bigoplus _{p,q\in \mathbb {Z} ^{2}}V^{p,q}}
mit {\displaystyle {\overline {V^{q,p}}}=V^{p,q}} für alle {\displaystyle p,q}.
Eine Hodge-Struktur ist ein reeller Vektorraum zusammen mit einer Hodge-Zerlegung.
Eine reine Hodge-Struktur vom Gewicht {\displaystyle n} ist eine Hodge-Struktur mit 
{\displaystyle V\otimes _{\mathbb {R} }\mathbb {C} =\bigoplus _{p+q=n}V^{p,q}.}
Allgemein hat man für eine Hodge-Struktur eine Gewichtszerlegung
{\displaystyle V=\bigoplus _{n}V_{n}}
mit {\displaystyle V_{n}=\bigoplus _{p+q=n}V^{p,q}.}
Eine ganze Hodge-Struktur (bzw. rationale Hodge-Struktur) ist ein endlich erzeugter freier {\displaystyle \mathbb {Z} }-Modul (bzw. ein endlich erzeugter {\displaystyle \mathbb {Q} }-Vektorraum) {\displaystyle A} mit einer Hodge-Zerlegung von {\displaystyle V=A\otimes _{\mathbb {Z} }\mathbb {R} } (bzw. {\displaystyle V=A\otimes _{\mathbb {Q} }\mathbb {R} }), so dass die Gewichtszerlegung über {\displaystyle \mathbb {Q} } definiert ist.

## Beispiele

### Hodge-Tate-Strukturen

#### Z(n)
{\displaystyle \mathbb {Z} (1)} ist die ganze Hodge-Struktur mit {\displaystyle \mathbb {Z} }-Modul 
{\displaystyle 2\pi i\mathbb {Z} \subset \mathbb {C} }
und {\displaystyle \mathbb {Z} (1)\otimes _{\mathbb {Z} }\mathbb {C} =H^{-1,-1}}. Sie ist die einzige 1-dimensionale Hodge-Struktur vom Gewicht -2.
Mit {\displaystyle \mathbb {Z} (n)} wird das {\displaystyle n}-fache Tensorprodukt
{\displaystyle \mathbb {Z} (n):=\mathbb {Z} (1)\otimes \ldots \otimes \mathbb {Z} (1)}
bezeichnet.

#### Q(n)
{\displaystyle \mathbb {Q} (1)} ist die rationale Hodge-Struktur mit {\displaystyle \mathbb {Q} }-Vektorraum 
{\displaystyle 2\pi i\mathbb {Q} \subset \mathbb {C} }
und {\displaystyle \mathbb {Q} (1)\otimes _{\mathbb {Q} }\mathbb {C} =H^{-1,-1}}. 
{\displaystyle \mathbb {Q} (n)} ist das {\displaystyle n}-fache Tensorprodukt
{\displaystyle \mathbb {Q} (n):=\mathbb {Q} (1)\otimes \ldots \otimes \mathbb {Q} (1)}.

#### R(n)
{\displaystyle \mathbb {R} (1)} ist die Hodge-Struktur mit {\displaystyle \mathbb {R} }-Vektorraum 
{\displaystyle i\mathbb {R} \subset \mathbb {C} }
und {\displaystyle \mathbb {R} (1)\otimes _{\mathbb {R} }\mathbb {C} =H^{-1,-1}}. 
{\displaystyle \mathbb {R} (n)} ist das {\displaystyle n}-fache Tensorprodukt
{\displaystyle \mathbb {R} (n):=\mathbb {R} (1)\otimes \ldots \otimes \mathbb {R} (1)}.

### Hodge-Zerlegungs-Satz für Kähler-Mannigfaltigkeiten
Die Kohomologie einer kompakten Kähler-Mannigfaltigkeit {\displaystyle M} trägt eine Hodge-Struktur: nach dem Satz von Hodge kann man die {\displaystyle n}-te Kohomologie {\displaystyle H^{n}(M;\mathbb {R} )} mit dem Raum der harmonischen Differentialformen {\displaystyle {\mathcal {H}}^{n}(M)} identifizieren und es gilt
{\displaystyle {\mathcal {H}}^{n}(M)\otimes _{\mathbb {R} }\mathbb {C} =\bigoplus _{p+q=n}{\mathcal {H}}^{p,q}(M)}
wobei {\displaystyle {\mathcal {H}}^{p,q}(M)} die harmonischen (p,q)-Formen bezeichnet. Es gilt {\displaystyle {\overline {{\mathcal {H}}^{p,q}(M)}}={\mathcal {H}}^{q,p}(M)}.

## Hodge-Filtrierung
Zu einer reinen Hodge-Struktur vom Gewicht {\displaystyle n} bezeichnet man die Filtrierung
{\displaystyle \ldots \supset F^{p}\supset F^{p+1}\supset \ldots }
mit 
{\displaystyle F^{p}=\bigoplus _{r\geq p}V^{r,s}\subset V\otimes _{\mathbb {R} }\mathbb {C} }
als zugehörige Hodge-Filtrierung.
Die Hodge-Filtrierung bestimmt die Hodge-Zerlegung durch
{\displaystyle V^{p,q}=F^{p}\cap {\overline {F^{q}}}.}
Die Existenz einer reinen Hodge-Zerlegung vom Gewicht {\displaystyle n} ist also äquivalent zur Existenz einer Filtrierung {\displaystyle (F^{p})_{p\in \mathbb {Z} }} von {\displaystyle V\otimes _{\mathbb {R} }\mathbb {C} } mit {\displaystyle F^{p}=0} für hinreichend große {\displaystyle p} und
{\displaystyle F^{p}\oplus {\overline {F^{q+1}}}=V\otimes _{\mathbb {R} }\mathbb {C} }
für alle {\displaystyle p,q} mit {\displaystyle p+q=n}.